# ローゼンハン実験

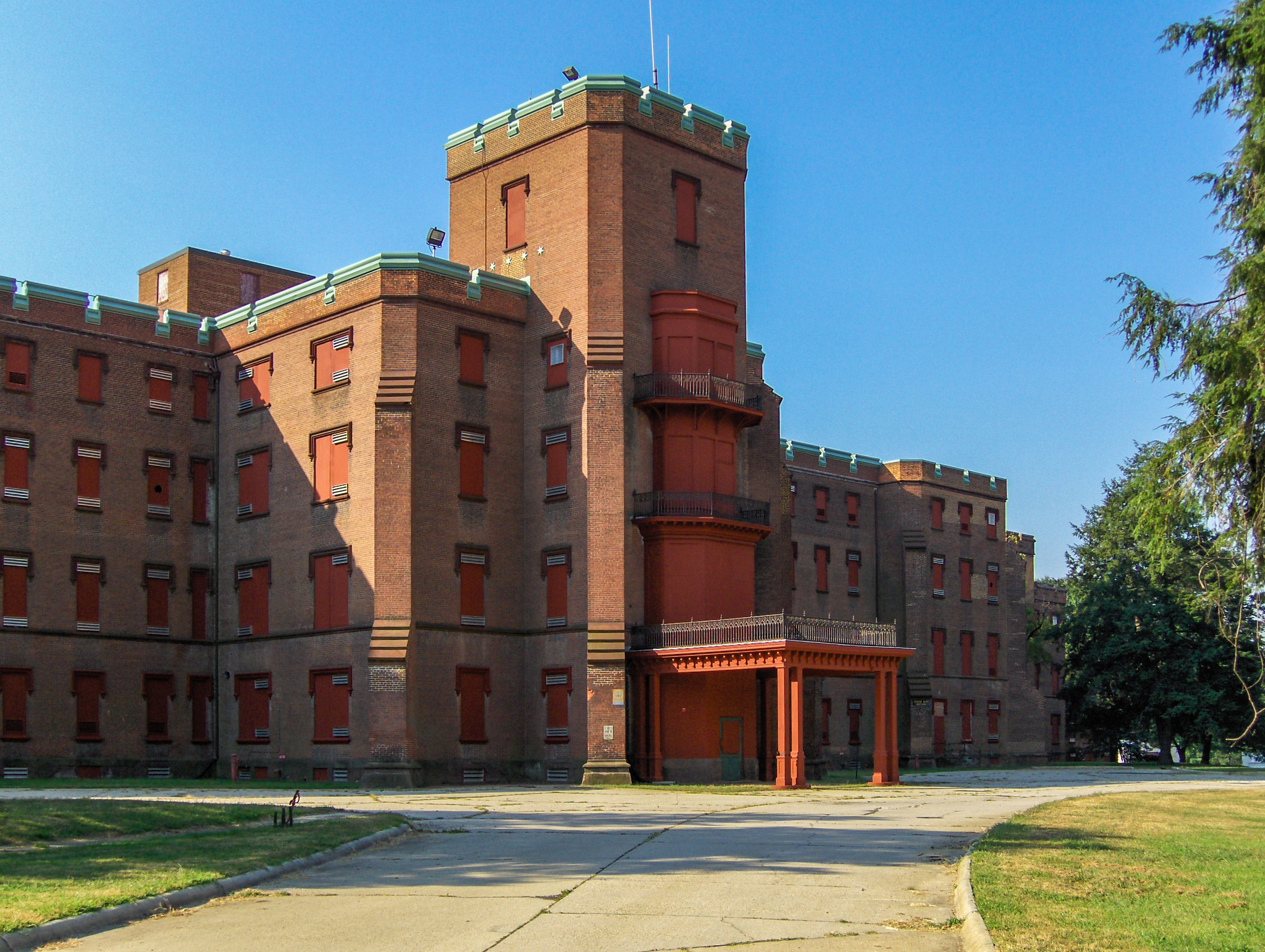
実験が行われた病院のひとつ、セント・エリザベス病院（Saint Elizabeth's psychiatric hospital）ワシントンD.C.

ローゼンハン実験（ローゼンハンじっけん、Rosenhan experiment）は、心理学者のデイビッド・ローゼンハンによって行われた精神障害の診断の有効性についての実験であり、1973年雑誌サイエンスに『狂気の場所の正気の存在（"On being sane in insane places"）』の題名で掲載。この実験は、精神障害の診断について重要な研究と見做されている。
「精神科医が、正常な人と精神障害を持つ人を見分けられない」という実験である。

## 研究の内容
この実験は、2部で構成される。
1. 精神障害の診断を受けていない疑似患者（3名の女性、5名の男性、うち1人はローゼンハン本人）は、幻聴があるふりをすることで、アメリカ合衆国内5州に位置する12の精神病院にたいして入院を試みたところ、全疑似患者は精神障害があると診断され、入院の許可が得られた。入院時、疑似患者は幻聴はなくなったと病院に伝える。全疑似患者は、病院によって精神障害（8名中7名は、統合失調症の回復期であると診断を受ける）があることを認めることと、抗精神病薬を服用することを条件に退院許可を得た。疑似患者の平均入院期間は、19日間であった。
2. これに反応した医療機関は、ローゼンハンが送り込む疑似患者を特定すると伝える。ローゼンハンは、この提案に同意した。医療機関は、新しい患者193名のうち、41名を疑似患者の可能性があり、精神科医1名と職員1名により、19名を疑似患者と疑いをかけた。しかしながら、ローゼンハンは、1人も疑似患者を送り込んでいなかった。

この調査研究によって、「精神病院施設内において正気と狂気を区別することは不可能であること」そして、「精神病院内において人間のラベリング（決めつけ、偏見）、および人間性を損なう危険性が存在すること」を結論とした。この研究は精神障害の診断名を付けるより、特定の問題について地域の精神衛生施設で対応すること、精神医学従事者の社会心理学の学習を解決案として提案した。同時に疑似科学であるとの批判、評価を受けている

## 類似する実験
- アメリカ合衆国の調査報道者ネリー・ブライは、1887年に精神障害患者を装って精神病院へ入院しその体験を『狂気の家の10日間（Ten Days in a Mad-House）』として発表、施設内の劣悪な環境を告発した。また朝日新聞記者の大熊一夫はアルコール依存症を装って精神病院の閉鎖病棟へ入院し、『ルポ・精神病棟』で病棟内での入院者虐待など精神病院での入院治療の劣悪さを告発した。
- 2008年、BBCホライゾン『"How Mad Are You?"』制作。5名の過去に精神障害と診断を受けた人物と、5名の過去に精神障害の診断を受けたことが無い人物合わせて10名の生活の様子から、3名の精神障害の診断の権威が過去に精神障害と診断を受けた5名を特定する科学ドキュメンタリー[4] 専門家は、全10名中、2名を特定、1名を誤診、2名の診断経験を持たない人物を診断を受けたことがあると誤診した[5]。